# NGC 3021
NGC 3021 (другие обозначения — UGC 5280, MCG 6-22-19, ZWG 182.25, KUG 0947+337, IRAS09479+3347, PGC 28357) — галактика в созвездии Малый Лев.
Этот объект входит в число перечисленных в оригинальной редакции «Нового общего каталога».
Галактика NGC 3021 входит в состав группы галактик NGC 2964. Помимо NGC 3021 в группу также входят NGC 2964, NGC 2968, NGC 3003 и NGC 2970.

## Характеристики
В 2009 году с помощью космического телескопа Хаббл астрономам удалось обнаружить возможное присутствие тёмной энергии в галактике. Цефеиды данной галактики, а также некоторых других помогли астрономам определить более точно постоянную Хаббла. Расстояние до NGC 3021 составляет приблизительно 92 миллиона световых лет.

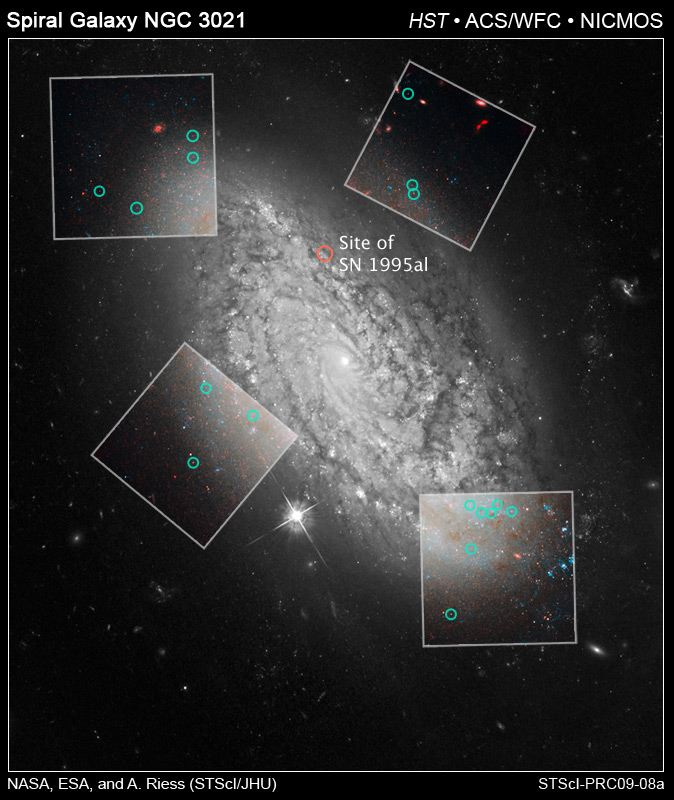
Зелёными кружками отмечены цефеиды, красным — место вспышки сверхновой SN 1995al.

1 ноября 1995 года в галактике была зарегистрирована вспышка сверхновой SN 1995al.